# قرار مجلس الأمن التابع للأمم المتحدة رقم 2027
قرار مجلس الأمن التابع للأمم المتحدة رقم 2027، المتخذ بالإجماع في 20 ديسمبر 2011، بعد التذكير بالقرارات 1719 (2006) و1791 (2007) و1858 (2008) و1902 (2009) و1959 (2010). أقر المجلس بأنه «سيواصل دعمه لحكومة بوروندي في مجالات التنمية الاجتماعية والاقتصادية وإعادة دمج السكان المتضررين من النزاع وتعميق التكامل الإقليمي للبلد».

## روابط خارجية
- النص الكامل لقرار مجلس الأمن رقم 2027